# Episodi di Vita col nonno (prima stagione)
La prima stagione della serie televisiva Vita col nonno è stata trasmessa in anteprima negli Stati Uniti d'America dalla NBC tra l'11 settembre 1986 e il 3 maggio 1987.
| nº | Titolo originale                  | Titolo italiano | Prima TV USA      | Prima TV Italia |
| -- | --------------------------------- | --------------- | ----------------- | --------------- |
| 1  | Home Again                        |                 | 11 settembre 1986 |                 |
| 2  | The Money Machine                 |                 | 14 settembre 1986 |                 |
| 3  | Families and Friends              |                 | 21 settembre 1986 |                 |
| 4  | That Lonesome Old Caboose         |                 | 28 settembre 1986 |                 |
| 5  | The Third Question                |                 | 5 ottobre 1986    |                 |
| 6  | See You in Court                  |                 | 12 ottobre 1986   |                 |
| 7  | Small Steps Up a Tall Mountain    |                 | 19 ottobre 1986   |                 |
| 8  | Choices                           |                 | 26 ottobre 1986   |                 |
| 9  | First Impressions                 |                 | 2 novembre 1986   |                 |
| 10 | Different Habits                  |                 | 9 novembre 1986   |                 |
| 11 | Off We Go...                      |                 | 16 novembre 1986  |                 |
| 12 | Heart of a Dancer                 |                 | 23 novembre 1986  |                 |
| 13 | Green Christmas                   |                 | 14 dicembre 1986  |                 |
| 14 | Family Secrets                    |                 | 4 gennaio 1987    |                 |
| 15 | A Point of View                   |                 | 11 gennaio 1987   |                 |
| 16 | The Best Intentions               |                 | 18 gennaio 1987   |                 |
| 17 | The 100 Year Old Weekend          |                 | 1º febbraio 1987  |                 |
| 18 | Past Tense, Future Tense (Part 1) |                 | 8 febbraio 1987   |                 |
| 19 | Past Tense, Future Tense (Part 2) |                 | 15 febbraio 1987  |                 |
| 20 | Friends                           |                 | 22 febbraio 1987  |                 |
| 21 | Giving 'em the Business           |                 | 1º marzo 1987     |                 |
| 22 | Growing Up, Growing Old           |                 | 15 marzo 1987     |                 |
| 23 | The Road Out of Briarpatch        |                 | 22 marzo 1987     |                 |
| 24 | The Children's Crusade            |                 | 3 maggio 1987     |                 |